# Winzergenossenschaft
Eine Winzergenossenschaft ist die Vereinigung von Winzern eines Ortes oder Gebietes in der Rechtsform einer Genossenschaft, die die Trauben der eigenen Weinberge zentral keltern, um unter einem gemeinsamen Namen daraus Wein erzeugen und vermarkten zu können. In verschiedenen Weinregionen werden Synonyme verwendet, so in Württemberg Weingärtnergenossenschaft und in Südtirol Kellereigenossenschaft. 
Die Winzerkooperation bietet verschiedene Vorteile. So bedeutet eine größere gemeinsame Rebfläche die verbesserte Selektion besonderer Traubenqualitäten. Für wichtige Bereiche wie den Weinausbau im Keller sowie den Weinvertrieb können einschlägig ausgebildete Fachleute wie Önologen und Fachleute im Marketing engagiert werden. Die gemeinsame Nutzung von Personal, Geräten, Maschinen und Gebäuden für Weinausbau und Vertrieb optimiert die Produktions- und Vertriebskosten. Strenge gemeinsame Qualitäts- und Erzeugungsregeln stellen eine hochwertige Traubenerzeugung sicher. Die Mitglieder müssen sich nicht nur nach den allgemein gültigen weingesetzlichen Mindestvorgaben richten, sondern regeln die kooperative Weinerzeugung zusätzlich über meist weit darüber hinausgehende eigene, strengere Qualitätsregeln. Interner Wettbewerb zwischen den einzelnen Winzern kann zu einer stetigen Steigerung der Qualität führen. 
Ein Nachteil ist, dass Weinliebhaber oft den direkten Bezug zum Winzer vermissen, da die so erzeugten Weine über eine Kooperation vermarktet werden. Hinzu kommt, dass wegen des strukturbedingt fehlenden internen Wettbewerbs (Allmende-Klemme) die Qualität des erzeugten Weins stetig sinken kann.
So kann die Vereinigung in einer Winzergenossenschaft zur Verbesserung wie zur Verschlechterung der Weinqualität führen. Welche Richtung eine Winzergenossenschaft einschlägt, ist in hohem Maße abhängig vom Geschick ihres professionellen Personals.
Im Jahr 2015 gab es in den 13 deutschen Weinbaugebieten 179 Winzergenossenschaften. Ihre Mitglieder bewirtschaften etwa 32.002 Hektar (ca. 30 % der gesamten Rebfläche in Deutschland) und erzeugen etwa 3 Mio. Hektoliter Wein. 2019 waren es noch 150 Genossenschaften, welche zusammen einen Umsatz von rund 800 Mio. EUR erwirtschafteten.

## Geschichte
Zu den ältesten Winzergenossenschaften zählen die 1855 gegründete Weingärtnergenossenschaft Neckarsulm-Gundelsheim (2007 in der Genossenschaftskellerei Heilbronn-Erlenbach-Weinsberg aufgegangen) und die 1868 als Mayschosser Winzerverein gegründete und 1869 zur Genossenschaft umgewandelte Winzergenossenschaft Mayschoß-Altenahr. Deutschlands größte Winzergenossenschaft ist die Moselland eG in Bernkastel-Kues.
Theodor Heuss’ Promotion von 1905 über Weinbau und Weingärtnerstand in Heilbronn am Neckar gab den Anstoß zu einer intensiven wissenschaftlichen Beschäftigung mit den Winzergenossenschaften und zu weiteren Gründungen. 
In Südtirol führte der Genossenschaftsgedanke 1893 in Andrian zur Gründung der ersten Kellereigenossenschaft.